# Cephalodiscus gilchristi
Cephalodiscus gilchristi är en djurart som tillhör fylumet svalgsträngsdjur, och som beskrevs av Ridewood 1908. Cephalodiscus gilchristi ingår i släktet Cephalodiscus och familjen Cephalodiscidae. Inga underarter finns listade i Catalogue of Life.